# یوشیهیتو فوجیتا
یوشیهیتو فوجیتا (ژاپنی: 藤田 祥史؛ زادهٔ ۱۳ آوریل ۱۹۸۳) یک بازیکن فوتبال اهل ژاپن است.
از باشگاه‌هایی که در آن بازی کرده‌است می‌توان به باشگاه فوتبال ساگان توسو، اشگاه فوتبال اومیا آردیجا، باشگاه فوتبال یوکوهاما، باشگاه فوتبال جف یونایتد چیبا، باشگاه فوتبال یوکوهاما مارینوس، باشگاه فوتبال شونان بلمار و باشگاه فوتبال بلاوبلیتز آکیتا اشاره کرد.